# Сід Барретт
Ро́джер Кіт «Сід» Ба́рретт (англ. Roger Keith «Syd» Barrett; 6 січня 1946 — 7 липня 2006) — британський співак, гітарист, композитор, поет, художник та актор. Найбільш відомий як лідер та засновник англійського гурту Pink Floyd, який згодом змушений був покинути гурт через психічні захворювання, спричинені ускладненнями від прийому важких наркотиків.
Близько 7 років активної творчорсті як музиканта, за його участі записані 5 синглів, два альбоми разом Pink Floyd та два соло-альбоми, ще до того моменту, як він самоізолювався від громадськості більш ніж на 30 років.

## Біографія

### Дитинство
Роджер Кіт Барретт народився 6 січня 1946 року в будинку № 60 по Ґліссон Роуд (англ. 60 Glisson Road), у відомому британському культурному осередку — Кембриджі в сім'ї середнього класу. Барретт був вже четвертою дитиною у сім'ї. Батько Роджера, Артур Макс Барретт (англ. Arthur Max Barrett), був видатним патологоанатомом і разом із своєю жінкою, Вінфред (англ. Winifred), усіляко підтримували музичні починання сина. Коли Барретту молодшому було 3 роки, сім'я переїхала на Гілс Роад 183 (англ. 183 Hills Road). Роджер Кіт здобув своє прізвисько «Сід» (англ. Syd) у 14-річному віці, яке мало зв'язок із старим місцевим кембриджським барабанщиком Сідом Барреттом (англ. Sid Barrett). Але щоб відрізнятись від свого тезки, він змінив написання на англ. "Syd". Батько майбутнього засновника Pink Floyd помер від раку 11 грудня 1961 року, менш як за місяць до шістнадцятого дня народження наймолодшого сина. Після смерті чоловіка, Вінфред почала здавати в оренду кімнати квартирантам, у тому числі і майбутньому прем'єр-міністру Японії. Роджер відвідував Кембриджширську середню школу для хлопчиків (англ. Cambridgeshire High School for Boys), яка зараз відома як Шестикласовий коледж Гілс Роад (англ. Hills Road Sixth Form College) у Кембриджі. Згодом, у 1964 році вступив до Кембервелльської школи мистецтв (англ. Camberwell art school) в Південному Лондоні, за рік до створення свого першого гурту. За час пре-Pink Floyd періоду він написав пісню «Effervescing Elephant», щоб грати на місцевих вечірках.

### Роки з Pink Floyd (1964—1968)
Починаючи з 1964 року, гурт, що згодом отримає назву Pink Floyd, пройшов через різноманітні зміни складу і назви: «T-SET», «The Abdabs», «The Screaming Abdabs», «Sigma 6», і «The Meggadeaths». У 1965 до «The Tea Set» (так називався Pink Floyd на той момент) приєднався Роджер Кіт «Сід» Барретт. Коли їм випало грати із гуртом, що мав ту саму назву, Барретт запропонував назватися «The Pink Floyd Sound» (пізніше просто «The Pink Floyd»). Він придумав цю назву, зіставивши імена Пінка Андерсона (англ. Pink Anderson) і Флойда Консіла (англ. Floyd Council), яких він знав із примітки Пола Олівера (англ. Paul Oliver) на конверті вінілової платівки Blind Boy Fuller (Philips BBL-7512) 1962 року: "англ. Curley Weaver and Fred McMullen, (...) Pink Anderson or Floyd Council — these were a few amongst the many blues singers that were to be heard in the rolling hills of the Piedmont, or meandering with the streams through the wooded valleys".
Спочатку хлопці з Pink Floyd грали кавери на відомі пісні американських ритм 'н' блюз виконавців (так само, як і їх сучасники: The Rolling Stones, The Yardbirds і The Kinks). На 1966 рік вони викарбували свій неповторний стиль виконання імпровізованого рок 'н' роллу. В цьому ж році в Лондоні був відкритий новий рок-концертний майданчик, UFO, який дуже швидко став раєм британської психоделічної музики. Pink Floyd був їх головною приманою, а після декількох виступів у Roundhouse — став найпопулярнішим музичним гуртом у так званій психоделічній сцені «Лондонського підпілля» (англ. "London Underground").
На кінець 1966 року гурт здобув двох менеджерів: Ендрю Кінґа (англ. Andrew King) і Пітера Дженнера (англ. Peter Jenner). Четверо музикантів і двоє менеджерів утворили таким чином «Blackhill Enterprises», шестистороннє ділове підприємнство. Цю «команду» згодом підтримав американський еміґрант Джо Бойд (англ. Joe Boyd), що хотів зробити собі ім'я одного з найважливіших продюсерів Британської музичної сцени. Бойд продюсував сесії звукозапису гурту в січні 1967 року в студії Sound Techniques, в Челсі, результатом якої став демо-запис синглу «Arnold Layne». Кінґ і Дженнер презентували запис студії EMI, яка була вражена настільки, що запропонувала Pink Floyd контракт на запис цілого альбому. Хлопці погодились. На той час, як вийшов дебютний альбом гурту, сингл «Arnold Layne» вже зайняв 20 позицію у британських синглових чартах (крім ВВС, де Pink Floyd були заборонені), а наступний сингл «See Emily Play» — 6 позицію.
Ці перші два сингли (як і наступний «Apples and Oranges») були написані Сідом Барреттом. Він був головним автором пісень першого, позитивно зустрінутого критиками альбому The Piper at the Gates of Dawn (укр. Сурмач біля воріт досвітньої зорі). Назва альбому була взята із загадкового епізоду про Пана (англ. Pan) з казкового оповідання Кеннета Грема (англ. Kenneth Grahame) «Вітер у вербах» (англ. The Wind in the Willows). З 11 пісень дебютного альбому Pink Floyd вісім були написані Сідом, а ще дві були написані у співавторстві з ним.
Альбом The Piper at the Gates of Dawn записувався з перервами в період січень-липень 1967 року в Студії 2 на Abbey Road Studios. В той самий час, на Abbey Road гурт The Beatles записував платівку Sgt. Pepper's Lonely Hearts Club Band у Студії № 1. Коли у серпні з'явився альбом The Piper at the Gates of Dawn, він одразу ж став шлягером на території Великої Британії, посівши 6 позицію у Британському чарті альбомів (у США він був менш популярним). Втім, чим більше приваблював до себе гурт і чим більшою була кількість шанувальників їхньої творчості, тим більший був тиск на Барретта, який сприяв прогресуванню його психічного захворювання.
Поведінка Барретта ставала все більш непередбачуваною, частково внаслідок експериментів із психоделічними наркотиками як ЛСД.
Стиль гри соліста гурту ставав все непередбачуванішим навіть для партнерів. Барретт часто просто бойкотував виступи, його довго не могли знайти, а коли він з'являвся то був в «ударі». Багато людей казали, що на концертах Барретт міг просто грати один і той самий акорд або й зовсім не грати. На виступі в Філмор Вест (англ. The Fillmore West) в Сан Франциско під час виконання «Interstellar Overdrive» Барретт повільно розстроїв свою гітару. Аудиторії, здавалося, сподобалась ця витівка — водночас вона була не в захваті від того, що решта гурту жахнулася від такого.
Вслід за катастрофічним скороченням турне Сполученими Штатами Америки, гурт запросив Девіда Ґілмора (англ. David Gilmour), шкільного друга Роджера, приєднатись до Pink Floyd другим гітаристом, щоб грати за Барретта, який, через його мінливу поведінку, був усунений від виступів. Девід відіграв і відспівав невелику кількість концертів, під час яких Барретт блукав сценою і іноді долучався до гри. Решта гурту згодом просто втомилась від витівок Сіда і в січні 1968 по дорозі на виступ в Університеті Саусгемптона (англ. Southampton University), гурт вирішив просто не брати із собою Барретта. Вони збирались залишити Сіда в гурті автором пісень (як у The Beach Boys був Браян Вілсон (англ. Brian Wilson)), але це в них не вийшло.
Існує багато історій щодо періодичної дивної психічної поведінки — деякі з них, дійсно, мають місце в історії. Зі слів Роджера Вотерса (англ. Roger Waters), один раз, коли Барретт прийшов на свою останню репетицію, він заграв нову пісню «Have You Got It, Yet?». Вона здавалась досить простою, коли Сід вперше заграв її хлопцям з гурту. Але пізніше її стало просто неможливо вивчити: коли гурт репетирував цю пісню, Сід часто змінював аранжування. Він грав її знову із довільними змінами по ходу гри, співаючи «Have you got it yet?» (укр. "До вас дійшло вже?"). Згодом вони усвідомили, що це ніколи до них не «дійде» і що вони просто перенесли натиск Барреттового унікального почуття гумору.
Після того, як в 1968 році світ побачив альбом A Saucerful of Secrets, із Pink Floyd Барретт більше не співпрацював. З пісень, які були написані Сідом, після The Piper at the Gates of Dawn тільки одна («Jugband Blues») ввійшла до другого альбому гурту, одна стала менш ніж успішним синглом («Apples and Oranges»), а дві останні пісні («Scream Thy Last Scream» і «Vegetable Man») ніколи не були офіційно видані. Напевне Барретт проводив певний час сидячи під студією і чекаючи, коли його запросять (він також з'являвся на декількох виступах Pink Floyd і прикро дивився на Ґілмора). Роджер грав на слайд гітарі в «Remember a Day» (яка була записана ще на сесіях звукозапису The Piper at the Gates of Dawn) і брав участь у створенні «Set the Controls for the Heart of the Sun». В березні 1968 року було офіційно оголошено про вихід Сіда Баррета зі складу гурту.

### Сольний період (1968—1972)
Після того, як Баррет залишив Pink Floyd, він залишив і своє публічне життя. Проте, на прохання EMI і Harvest Records, він зробив невелику соло кар'єру, записавши 2 альбоми: The Madcap Laughs і Barrett. Більшість матеріалу, що ввійшли до цих альбомів, датовані найпродуктивнішим періодом в кар'єрі Сіда — кінець 1966 — середина 1967 років. Також вважається, що він написав декілька нових пісень і після того, як покинув Pink Floyd.
Перший альбом, The Madcap Laughs, був записаний у двох окремих сесіях (обидві на Abbey Road Studios): декілька пробних сесій в період травень — червень 1968 року (продюсовані Пітером Дженнером (англ. Peter Jenner)) і основна частина альбому в період квітень — липень 1969 року. Запис альбому спочатку був продюсований молодим виконавчим працівником ЕМІ, Малкольмом Джоунсом (англ. Malcolm Jones), а згодом — Девідом Ґілмором і Роджером Вотерсом. У своїй книзі «Створення The Madcap Laughs» (англ. "The Making of the Madcap Laughs") Малкольм пише: «коли Дейв прийшов до мене і сказав, що Сід хотів, щоб він і Роджер закінчили роботу над платівкою, я поступився.» (англ. "when Dave came to me and said that Syd wanted him and Roger to do the remaining parts of the album, I acquiesced."). Декілька пісень були перезаписані за участі гурту Soft Machine. Барретт також грав на звукозаписуючих сесіях засновника Soft Machine, Кевіна Оєрса (англ. Kevin Ayers) — його дебютного альбому Joy of a Toy, при тому, що пісня, в якій грав Баретт, «Religious Experience», побачила світ тільки після перевидання платівки у 2003 році.
Другий альбом, Barrett, записувався з меншою регулярністю, ніж перший, сесіями періоду лютий — липень 1970 року. Ця спроба звучала вишуканіше, ніж перший альбом, але Сід, ймовірно, був вже в гіршому стані. Альбом продюсував Девід Ґілмор. Він же був задіяний у грі на бас гітарі, за клавішними був Рік Райт (англ. Rick Wright), а за барабанами — Джеррі Ширлі (англ. Jerry Shirley), учасник гурту Humble Pie.
Незважаючи на численні дати записів його двох соло альбомів, Сід вів невелику музичну діяльність в період з 1968 по 1972 роки поза студією. 24 лютого 1970 він з'явився на радіо BBC у програмі Top Gear Джона Піла (англ. John Peel), зігравши п'ять пісень, з яких тільки одна на той час була видана, три будуть включені до альбому Barrett, а одна, «Two of a Kind», буде видана тільки в компіляції The Best of Syd Barrett: Wouldn't You Miss Me? у 2001 році (автором і композитором був Рік Райт). Разом з Барреттом на програму прийшли Девід Ґілмор і Джеррі Ширлі — грали на бас гітарі і ударних, відповідно.
Ґілмор і Ширлі акомпонували Барретту на одному-єдиному живому виступі того періоду. Вони грали 6 липня 1970 року в Olympia Exhibition Hall в Лондоні — цей виступ був частиною Фестивалю музики і моди (англ. Music and Fashion Festival). Тріо заграло всього чотири пісні, що разом тривали менш ніж півгодини, через погане мікшування і як результат — нерозбірливість вокалу зі сцени. В кінці четвертої пісні Барретт неочікувано, але ввічливо відклав свою гітару і залишив сцену.
Сід з'явився ще один і останній раз на радіо BBC 16 червня 1971 року, виконавши три пісні. Всі три були з останнього альбому Barrett і, ймовірно, транслювались для підтримки його останньої платівки. Після цього в музичній кар'єрі Роджера настала перерва в один рік, незважаючи на вичерпне інтерв'ю Міку Року (англ. Mick Rock) з журналу Rolling Stone, в якому йшлося про самого Барретта, його нову 12-струнну гітару, турне Америкою разом із Джимі Гендріксом і його зірваний період музичної діяльності через неможливість знайти когось, хто гарно грає, щоб грати разом.

### Останні роки (1972—2006)

#### Останні записи
В 1972 році Барретт створив гурт Stars, що проіснував дуже недовго. Складався він з Твінка (англ. Twink), члена екс-Pink Fairies, на барабанах і Джека Монка (англ. Jack Monck) за бас гітарою. Хоча спочатку гурт сприйняли позитивно, їхній виступ у Corn Exchange в Кембриджі дав їм зрозуміти всю катастрофічність ситуації (Монк описував всю катастрофічність тієї ситуації в інтерв'ю для документального фільму ВВС «Crazy Diamond» у 2001 році). За два дні по тому виступі Твінк згадував, як Барретт перестрів його на вулиці і дав почитати рецензію на їхнє шоу і одразу ж пішов геть.
В серпні 1974 року Пітер Дженнер (англ. Peter Jenner) переконав Сіда повернутись до Abbey Road Studios в надії на запис нового альбому. Проте ця спроба вилилася у триденну сесію звукозапису, яка складалася з блюзових композицій з експериментальними і роз'єднаними перезаписами звукових доріжок (і результатом стала єдина пісня із назвою «If You Go, Don't Be Slow»). І знову Роджер лишив музичну індустрію. Він продав права на свої сольні альбоми студії звукозапису, переїхав до готелю в Лондон, а коли закінчились гроші, повернувся до Кембриджа в домівку матері. Решта спроб повернути Барретта до музики (разом із проханням гурту The Damned продюсувати їх другий альбом) були даремними. До самої смерті Сід отримував гонорари за роботи з Pink Floyd, з виходом нової компіляції гурту або платівки із записом живого виступу чи синглу, які були записані за його участі. Ґілмор сказав, що він [Ґілмор]: «робив все, щоб гроші дійшли й до Барретта» (англ. "[made] sure the money [got] to him all right").

#### Повернення до Кембриджа
Згідно з роботою біографа Тіма Вілліса (англ. Tim Willis) 2005 року видання, Роджер, на той час відмовившись від свого псевдоніму «Сід», продовжував жити в напівокремому будинку матері в Кембриджі і повернувся до малювання, створюючи великі абстрактні полотна. Відомо, що він був гарним садівником. Єдиним контактом із зовнішнім світом була його сестра Розмарі (англ. Rosemary), що жила поблизу. В часи самоізоляції він страждав від виразки шлунку і діабету.
Попри те, що з середини 1970-х років Сід не з'являвся на публіці і не давав інтерв'ю, а час мав зменшити інтерес щодо його приватного життя, багато репортерів і фанатів їздили до Кембриджа, щоб знайти його. Велика кількість фотографій, на яких Барретт, роздратований папарацці, їхав на велосипеді або просто прогулювався, потрапили до багатьох представників медіа.
Ймовірно, Сіду не подобалось те, що всі згадували його музичне минуле і те, що решта учасників Pink Floyd не контактували з ним. Проте, у листопаді 2001 він-таки пішов до своєї сестри Розмарі, щоб переглянути документальний фільм ВВС про себе. Йому здався він трошки «гамірним», але він був радий знову побачити Майка Леонарда (англ. Mike Leonard) з Leonard's Lodgers, якого він називав своїм «вчителем», і почути «See Emily Play».
Його сестра, Розмарі Брін (англ. Rosemary Breen) наполягала на тому, що Барретт не страждав психічними розладами і не лікувався від їхніх наслідків з того часу, як у них налагодився контакт в 1980-х роках. Вона погоджувалась із тим, що її брат проводив певний час у «домі для загублених душ» Ґрінвудс (англ. Greenwoods) в Ессексі, проте заявляла, що формально він не проходив ніякої програмної терапії. Кількома роками потому, Барретт погодився на зустріч із психіатром в Психіатричному госпіталі Фулборна (англ. Fulbourn psychiatric hospital) у Кембріджі, але не було жодної терапії або ліків, відповідних випадку Сіда.

#### Смерть і її наслідки
Барретт помер у п'ятницю 7 липня 2006 року в Кембриджі. Він помер від раку підшлункової залози, що зазвичай відмічали як «ускладнення діабету». У свідоцтві про смерть в графі «рід діяльності» було написано «музикант у відставці» (англ. "retired musician").
У 2006 році його будинок, розташований на Площі Св. Маргарет (англ. St. Margaret's Square), був виставлений на ринок нерухомості, що одразу ж привабило великий інтерес зі сторони покупців. Після більш ніж 100 оглядів (більшість яких була зроблена шанувальниками творчості Сіда), дім продали французькій парі, яка й не здогадувалась про всю цінність того будинку і купила його, тому що він їм просто сподобався. Решта його майна була розпродана на аукціоні за 120,000 фунтів. NME (англ. New Musical Express) випустив спеціальний номер, присвячений Барретту з його фотографією на обкладинці. В інтерв'ю із The Times, сестра Сіда стверджувала, що він мав невидану книгу: «Він дуже глибоко занурювався у читання історії мистецтв і написав невидану книгу про це…» (англ. "He read very deeply about the history of art and actually wrote an unpublished book about it, which I’m too sad to read at the moment. But he found his own mind so absorbing that he didn’t want to be distracted.")
Згідно з місцевою кембриджською газетою, Барретт лишив своїм двом братам і двом сестрам приблизно 1,25 мільйона фунтів. Цей прибуток, вочевидь, у більшості складався з гонорарів, які Сід отримував за перевидання альбомів, компіляцій, концертів і синглів за його участі і авторства.
10 травня 2007 року у Лондоні, в Barbican Centre відбувся концерт, присвячений пам'яті Сіда Барретта, за участі Робіна Гічкока (англ. Robyn Hitchcock), Captain Sensible, Деймона Альбарна (англ. Damon Albarn), Кріссі Гінд (англ. Chrissie Hynde), Кевіна Оєрса (англ. Kevin Ayers) і хлопців із Pink Floyd (хоч і не водночас разом на одній сцені).

## Спадок

### Сесії Wish You Were Here
В історії є одне відоме об'єднання членів Pink Floyd у 1975 році, протягом сесій запису Wish You Were Here. Барретт прийшов до Abbey Road без попередження і спостерігав, як гурт записує «Shine On You Crazy Diamond», пісню про нього. На той час він сповнів, поголив голову (в тому числі брови), тому учасники Pink Floyd не одзразу впізнали Сіда (один з фотографів зняв той день, і в книзі Ніка Мейсона (англ. Nick Mason) Inside Out: A Personal History of Pink Floyd, фотографія на сторінці 211 була підписана «Сід Баррет на Abbey Road Studios, 5-те червня 1975 року» (англ. "Syd Barrett at Abbey Road Studios, 5th June 1975")). Нарешті, вони зрозуміли, ким був незнайомець, а Роджер Вотерс був настільки вражений, що розплакався. Згадка про це об'єднання є в фільмі Pink Floyd The Wall (1982 року), де персонаж Пінк (англ. Pink), зіграний Бобом Ґельдофом (англ. Bob Geldof), поголив брови (разом зі всім волоссям на тілі), після пережитого тиску життя і слави.

### Компіляції
У 1988 році ЕМІ Records видала альбом ауттейків[що?] і пісень, які до цього моменту не були видані (записані в період 1968—1970), Opel. Спочатку альбом задумувався як видання пісень Барретта періоду Pink Floyd, які так і не побачили світ (наприклад, «Scream Thy Last Scream» і «Vegetable Man»). Проте в останній момент перед виходом альбому пісні були відкликані правовласниками (за припущенням, Pink Floyd).
У 1993 році ЕМІ видала ще один реліз — Crazy Diamond — бокс сет з трьох дисків (The Madcap Laughs, Barrett i Opel) з додатковими ауттейками часів його сольної кар'єри, які чітко показували неможливість або небажання Барретта грати однаково одну й ту саму композицію двічі або більше разів.
Також, 16 квітня 2001 року на території Великої Британії і 11 вересня 2001 у США, ЕМІ випустила The Best of Syd Barrett: Wouldn't You Miss Me?. Це видання відзначилось наявністю композиції «Bob Dylan Blues», яка була вперше офіційно видана, з моменту її запису в ранніх 1970-х і досі зберігалась на демо-касеті Девіда Ґілмора. У Ґілмора залишилась і касета із записом «Living Alone», з сесії альбому Barrett.
Роками на хвилях ВВС крутили студійні записи Барретта з Pink Floyd, поки інженер, який «позичив» у них касету із ранніми записами Pink Floyd, не повернув її на станцію. Перший випуск програми Top Gear ВВС програла повністю в ефірі, пам'яті Джона Піла. Випуск складався з живого виконання «Flaming», «Set the Controls for the Heart of the Sun» і 90-секундного відрізку інструментальної «Reaction in G». Ці і багато інших композицій складають збірку понині невиданих пісень, яка поширюється у англ. peer-to-peer системах і відома під багатьма назвами.

### Технічні інновації у виконанні

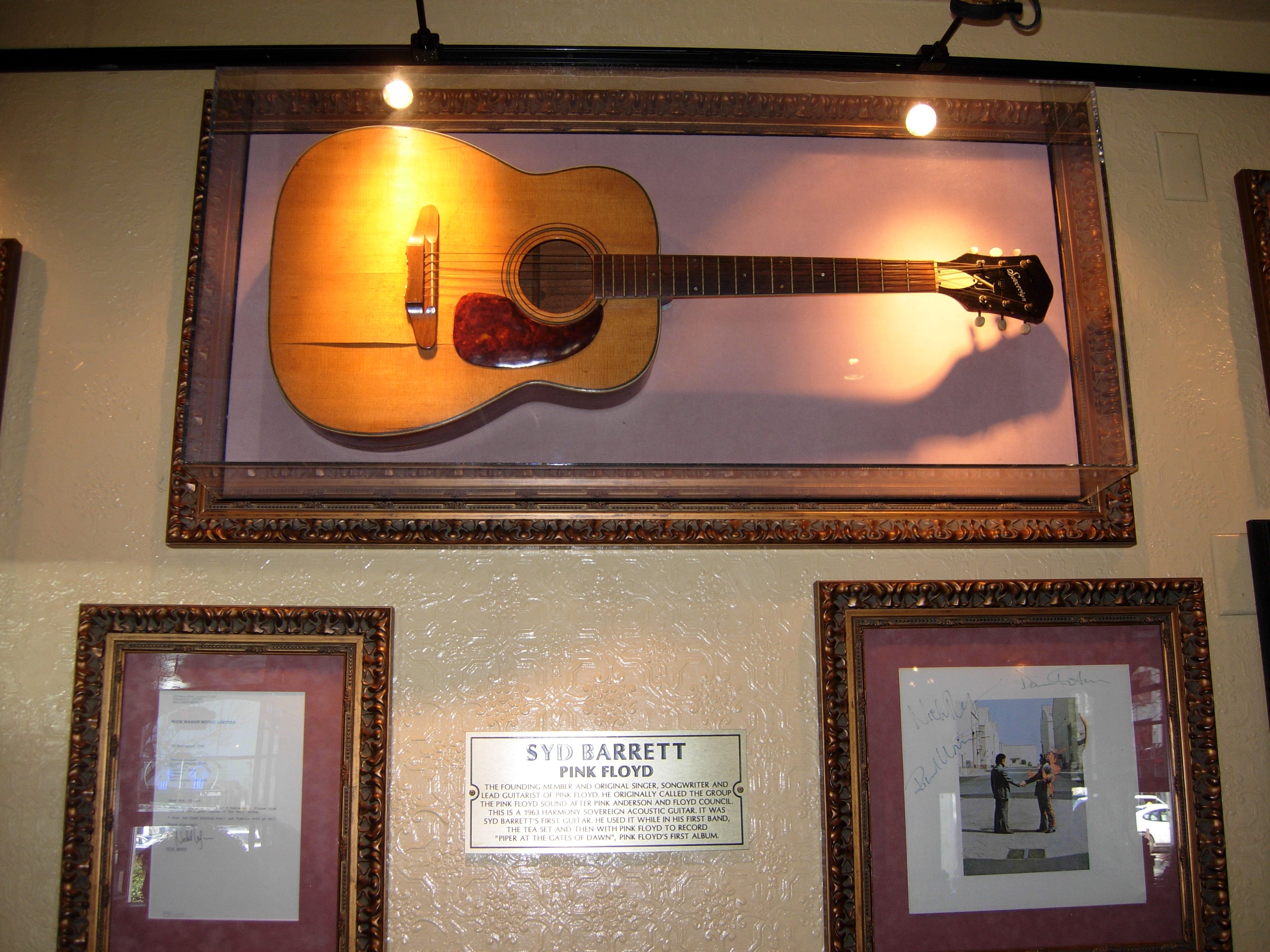
Перша акустична гітара Сіда

Барретту належить майже весь матеріал ранніх Pink Floyd. Він був інноваційним гітаристом, який використовував різноманітні техніки і вивчав музичні та прискорювальні можливості дисонансу, викривлення, зворотного зв'язку, ехо, касет та інших звукових ефектів. Його експерименти були частково натхненні вільними імпровізаціями гітариста Кіта Роу (англ. Keith Rowe). Одною з особливостей гри Сіда було виконання композицій на слайд гітарі через ехорезонатор із використанням запальнички Zippo, замість слайд трубки. Це надавало звуку містичного й потойбічного забарвлення, що згодом стало візитною карткою Pink Floyd. Відомо, що Барретт використовував ехорезонатор виробництва Binson.
Барретт відкрив нові можливості гри на рок гітарі. Він грав на декількох гітарах в складі Pink Floyd: старій напівакустичній гітарі від Harmony, акустичних гітарах виробництва Harmony і Fender, сингл (англ. single-coil) гітарі Danelectro 59 DC, декілька різних Fender Telecaster і біла Fender Stratocaster, яку він використовував наприкінці 1967 року. Проте, срібна Fender Esquire із дзеркальними дисками, приклеєними до корпусу гітари, була найбільш «близькою» Сіду.

### Вплив на музичну і попкультуру
Велика кількість робіт різних артистів визнані натхненними Сідом Барреттом. Першими відомими шанувальниками його творчості були Пол МакКартні, Піт Тауншенд, Марк Болан і Девід Боуї, який записав кавер на «See Emily Play» для свого альбому Pin Ups 1973 року. Зацікавлення у роботі із Сідом виявляли Джиммі Пейдж, Браян Іно і англійський гурт The Damned.
Творче згасання Барретта залишило слід на творчості Роджера Вотерса: тексти пісень Вотерса часто розповідають про психічні розлади. Це дуже помітно в альбомі гурту Pink Floyd Dark Side of the Moon 1973 року, через який червоною ниткою проходить саме ця проблема. Тема психічних розладів також використана у альбомі-присвяті Сіду Барретту Wish You Were Here 1975 року. У пісні «Wish You Were Here» була позичена ідея зображення «залізного дощу», про який йде мова у Сідовій композиції «If It's In You».
У 1987 побачив світ альбом каверів на пісні Барретта Beyond the Wildwood. Тут були переграні його пісні як за Pink Floyd, так і періоду сольної кар'єри. У записі взяли участь англійські та американські інді-гурти, такі як The Shamen, Opal, The Soup Dragons, and Plasticland.
Кевін Оєрс написав власну присвяту Сіду Баретту — «Oh Wot a Dream». Великим шанувальником Барретта, Робіном Гічкоком, була переграна велика кількість пісень засновника Pink Floyd і на честь свого земляка написав пісні «The Man Who Invented Himself» і «Feels Like) 1974».
Ще одною присвятою стала пісня гурту The Television Personalities «I Know Where Syd Barrett Lives» з альбому And Don't the Kids Love It. На початку 1980 року гурт став об'єктом суперечок, коли, виступаючи на розігріві у Девіда Ґілмора під час його туру About Face, фронтмен Ден Трейсі зачитав на мікрофон справжню повну адресу, за якою проживав Барретт. Розгніваний Ґілмор виключив їх зі свого турне.
Відомо, що Джоні Депп проявив інтерес в участі у зйомках фільму, в основі якого покладено життя Сіда.
Також, Барретт поверхово зображений на початку театральної вистави Тома Стоппарда (англ. Tom Stoppard) Рок-н-Ролл (англ. Rock 'n' Roll) 2006 року. Актор грав на гітарі «Golden Hair». А життя, музика, враховуючи жахливий виступ у Cambridge Corn Exchange, і його відлюдькуватий спосіб життя стали другорядною ідеєю постановки. Під час прем'єри вистави в Лондоні Сід Барретт помер.

## Дискографія

### Сингли з Pink Floyd
- 1967: «Arnold Layne» / «Candy and a Currant Bun» (#20 ВБ)
- 1967: «See Emily Play» / «The Scarecrow» (#6 ВБ, #134 США)
- 1967: «Apples and Oranges» / «Paint Box» (Рік Райт)

### Альбоми з Pink Floyd
- The Piper at the Gates of Dawn (5 серпня 1967) #6 ВБ, #131 США
- A Saucerful of Secrets (29 червня 1968) #9 ВБ
- London '66–'67 (2005)

### Компіляції з Pink Floyd (за участю Барретта)
- Relics (14 травня 1971) #34 ВБ, #152 США
- A Nice Pair (1974)
- Masters of Rock (1974, Європа) (також відомий як The Best of the Pink Floyd)
- Works (1983)
- Shine On (1992 box set)
- Echoes: The Best of Pink Floyd (5 листопада 2001) #2 ВБ, #2 США
- Oh, by the Way (2007 box set)

### Соло альбоми
- The Madcap Laughs — (3 січня 1970) #40 ВБ[43]
- Barrett — (14 листопада 1970)

### З'являвся/грав як запрошений музикант
- Альбом Joy of a Toy Кевіна Оєрса (November 1969). Грає на гітарі «Religious Experience: Singing A Song In The Morning» — бонусна композиція у перевиданні 2003 року.

### Соло компіляції
- Syd Barrett (Листопад 1974) США #163: The Madcap Laughs і Barrett упаковані разом.
- Opel — (17 Жовтня 1988).
- Octopus: The Best of Syd Barrett (29 травня 1992): Найкращі хіти Сіда Барретта, видані Cleopatra label.
- Crazy Diamond (Квітень 1993): Набір з трьох студійних альбомів із додатковими ауттейками.
- The Best of Syd Barrett: Wouldn't You Miss Me? (16 квітня 2001): Містить досі не видану композицію («Bob Dylan Blues»).

### Соло записи на радіо
- The Peel Session (1 липня, 1991): Записана на радіо ВВС у програмі Джона Піла «Top Gear» під акомпонування Девіда Ґілмора і Джері Ширлі. Містить досі не видану композицію «Two of a Kind».
- The Radio One Sessions (Березень, 2004): Альбом містить 5 композицій з The Peel Session і три бутлег-пісні з радіо програми Боба Гаріса (англ. Bob Harris) в 1971 році.[44]

### Соло сингли
- «Octopus»/«Golden Hair» (15 листопада 1969)

## Фільмографія
- Syd's First Trip (1966)
- Pink Floyd London '66-'67 (1967)
- Tonite Let's All Make Love In London (1967)
- The Pink Floyd and Syd Barrett Story (2003)